# Ötjärnen, Västergötland
Ötjärnen är en sjö i Härryda kommun i Västergötland och ingår i Göta älvs huvudavrinningsområde. Sjön är 8,6 meter djup, har en yta på 0,06 kvadratkilometer och befinner sig 96 meter över havet.